# Higueruela
Higueruela ist ein Dorf und eine spanische Gemeinde (municipio) mit nur noch 1.142 Einwohnern (Stand: 2024) in der Provinz Albacete in der Autonomen Region Kastilien-La Mancha im Südosten Spaniens.

## Lage und Klima
Higueruela liegt im Südosten Neukastiliens etwa 38 km (Fahrtstrecke) ostsüdöstlich der Provinzhauptstadt Albacete in einer Höhe von ca. 1040 m.  Das Klima im Winter ist gemäßigt, im Sommer dagegen warm bis heiß; die eher geringen Niederschlagsmengen (ca. 403 mm/Jahr) fallen – mit Ausnahme der nahezu regenlosen Sommermonate – verteilt übers ganze Jahr.

## Bevölkerungsentwicklung
| Jahr      | 1970 | 1981 | 1991 | 2001 | 2011 | 2021 |
| Einwohner | 1715 | 1490 | 1339 | 1302 | 1296 | 1125 |

## Sehenswürdigkeiten
- Quterienkirche (Iglesia de Santa Quteria)

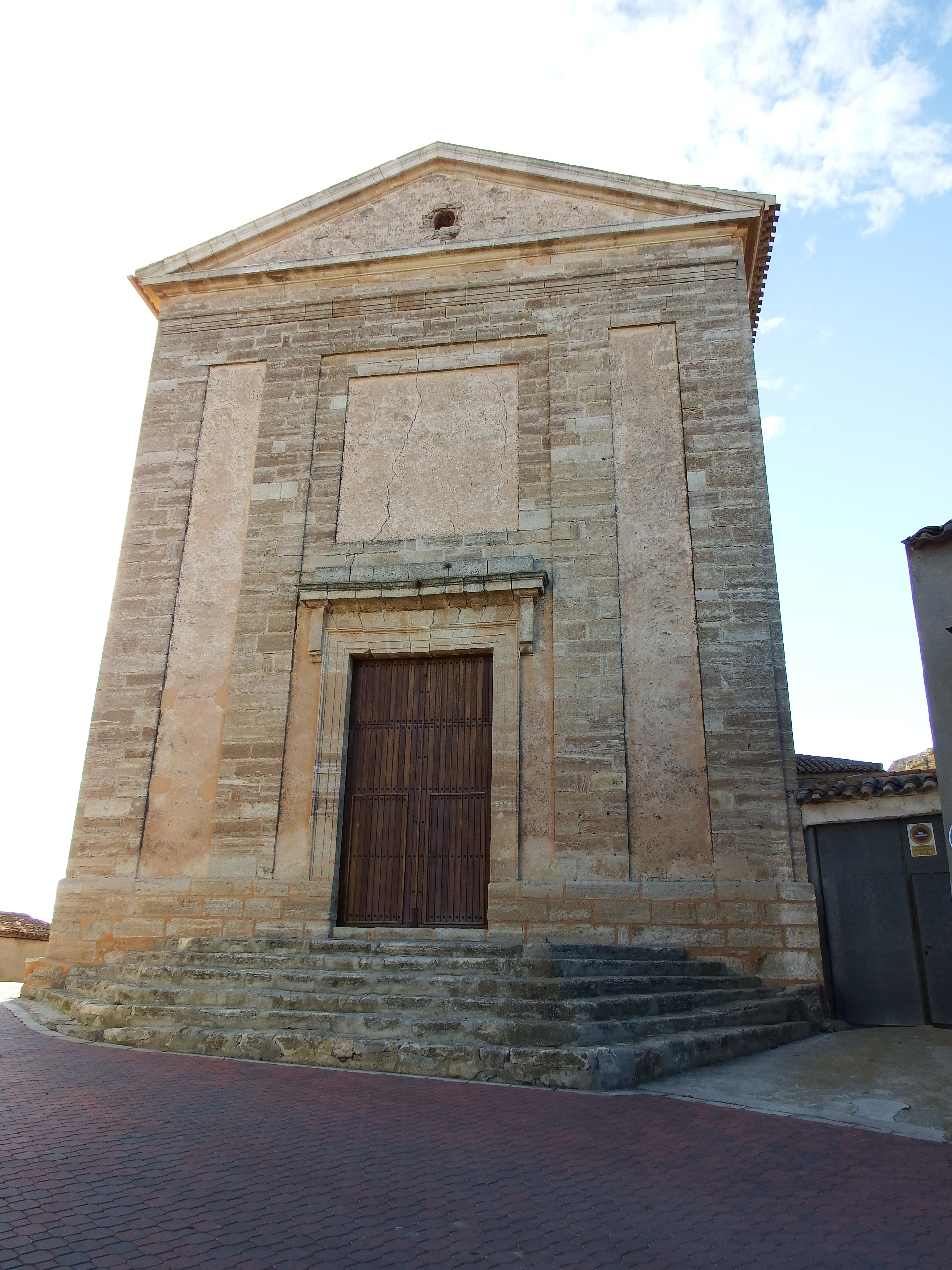
Quterienkirche
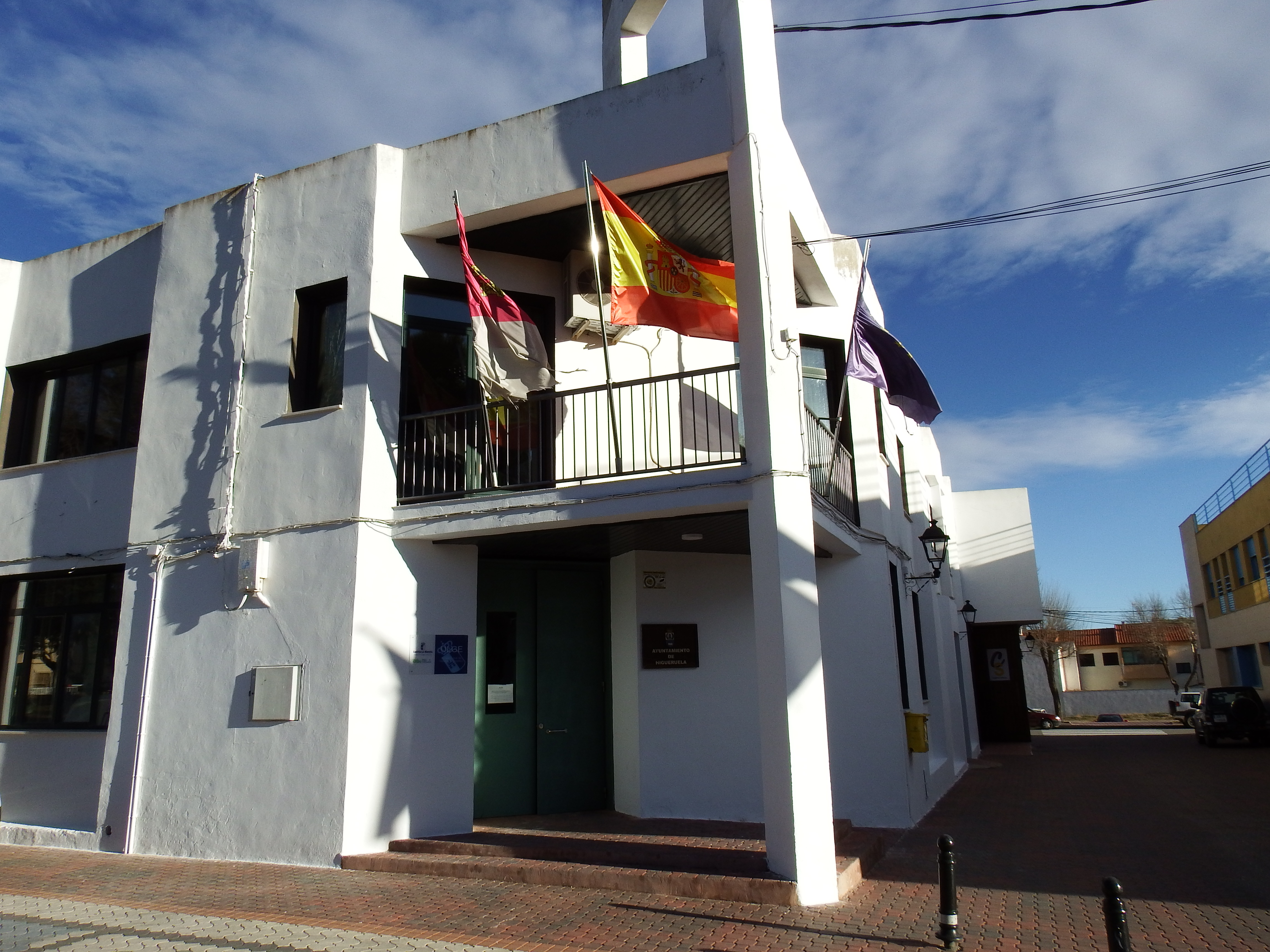
Rathaus